# Szarybauka (przystanek kolejowy)
Szarybauka (biał. Шарыбаўка; ros. Шарыбовка, ros. nazwa normatywna Шарибовка) – przystanek kolejowy w pobliżu miejscowości Hały, w rejonie budzkim, w obwodzie homelskim, na Białorusi. Położony jest na linii Homel - Żłobin - Mińsk.
Nazwa pochodzi od pobliskiej miejscowości Szarybauka.